# Championnats de Belgique d'athlétisme 1957
 (juillet 2012).
Si vous disposez d'ouvrages ou d'articles de référence ou si vous connaissez des sites web de qualité traitant du thème abordé ici, merci de compléter l'article en donnant les références utiles à sa vérifiabilité et en les liant à la section « Notes et références ».
En 1957 les Championnats de Belgique d'athlétisme toutes catégories hommes et femmes se sont déroulés les 3 et 4 août au stade du Heysel à Bruxelles.

## Résultats
| Homme              | Prestation    | Catégorie         | Femme                 | Prestation   |
| ------------------ | ------------- | ----------------- | --------------------- | ------------ |
| Jacques Vercruysse | 10 s 8        | 100 m             | Hélène Joye           | 13 s 3       |
| Jacques Vercruysse | 22 s 0        | 200 m             | Hélène Joye           | 26 s 9       |
| Roger Moens        | 48 s 2        | 400 m             | Marie-Louise Wirix    | 62 s 3       |
| Roger Moens        | 1 min 49 s 6  | 800 m             | Maria Kessels         | 2 min 24 s 5 |
| Daniël Allewaert   | 3 min 52 s 4  | 1 500 m           |                       |              |
| Jean Van Hoof      | 14 min 43 s 6 | 5 000 m           | -                     | -            |
| Pierre De Pauw     | 31 min 27 s 4 | 10 000 m          | -                     | -            |
| -                  | -             | 80 m haies        | Hilde De Cort         | 12 s 5       |
| Georges Salmon     | 15 s 2        | 110 m haies       | -                     | -            |
| Marcel Lambrechts  | 24 s 5 (RN)   | 200 m haies       | -                     | -            |
| Marcel Lambrechts  | 55 s 0        | 400 m haies       | -                     | -            |
| Hedwig Leenaert    | 9 min 07 s 4  | 3 000 m steeple   | -                     | -            |
| René Jungers       | 1,85 m        | Saut en hauteur   | Lieve Brijs           | 1,47 m       |
| Jacques Pirlot     | 4 ,10 m       | Saut à la perche  | -                     | -            |
| Georges Salmon     | 7,04 m        | Saut en longueur  | Dorette Vanden Broeck | 5,05 m       |
| Felix Uyttenbroeck | 13,68 m       | Triple saut       | -                     | -            |
| Edouard Vandezande | 14,63 m       | Lancer du poids   | Simone Saenen         | 12,38 m      |
| Georges Dejonghe   | 43,64 m       | Lancer du disque  | Simone Saenen         | 39,26 m      |
| Guy Van Zeune      | 60,40 m       | Lancer du javelot | Olga De Ceuster       | 35,57 m      |
| Henri Haest        | 50,85 m       | Lancer du marteau | -                     | -            |

Source du tableau : LBFA 

## Liens Externes
- Ligue Belge Francophone d'Athlétisme